# Wŏnnang Taet’ong
Wŏnnang Taet'ong (ur. 816, zm. 883; także T'aeyung) – koreański mistrz sŏn z jednej z 9 górskich szkół sŏn – sŏngju.

## Życiorys
Pochodził z rodziny Pak.
Początkowo praktykował u mistrza Sŏngnina a potem u mistrza sŏn Muyŏma w jego klasztorze Chohap, potem przemianowanym na Sŏngju. 
W 856 r. udał się do Chin po nauki. Praktykował u mistrza chan szkoły guiyang Yangshana Huijiego.
Po otrzymaniu od niego przekazu Dharmy powrócił w 866 r. do Korei (Silla). Nauczał w klasztorze Wŏlgwang.
Wprowadził nauki szkoły guiyang do Korei.

## Linia przekazu Dharmy zen
Pierwsza liczba oznacza liczbę pokoleń mistrzów od 1 Patriarchy indyjskiego Mahakaśjapy.
Druga liczba oznacza liczbę pokoleń od 28/1 Bodhidharmy, 28 Patriarchy Indii i 1 Patriarchy Chin.
Trzecia liczba oznacza początek nowej linii przekazu w danym kraju.
- 36/9 Baizhang Huaihai (720–814)
  - 37/10 Guishan Lingyou (771–853) szkoła guiyang
    - 38/11 Yangshan Huiji (807–883)
      - 39/12/1 Wŏnnang Taet'ong (816–883) szkoła sŏngju – Korea
        - 40/13/2 Yunghwan (bd)
        - 40/13/2 Chinyun (bd)

Powyższa linia ukazuje jego chińskie koneksje. Koreańska linia przekazu Dharmy podana jest przy omówieniu szkoły sŏngju.